# ترودی میر
ترودی میر (انگلیسی: Trudi Meyer; ۱۳ ژوئیهٔ ۱۹۱۴ – ۲۳ اکتبر ۱۹۹۹) ژیمناست هنری اهل آلمان بود.